# Sympathy for mr. Vengeance
Sympathy for mr. Vengeance és una pel·lícula del 2002 dirigida pel cineasta sud-coreà Park Chan Wook i amb guió de Park Chan-wook, Lee Jae-sun, Lee Mu-yeong i Lee Jong-yong. Es tracta de la primera part sèrie cinematogràfica de la trilogia de la venjança composta per les pel·lícules Sympathy for mr. Vengeance (2002), Oldboy (2003) i Sympathy for lady Vengeance (2005). Sympathy for Mr. Vengeance no va sortir bé comercialment en el seu llançament inicial a Corea del Sud,i ha obtingut crítiques diverses. Malgrat això, va guanyar diversos premis. És la primera entrega de la temàtica Vengeance Trilogy del director Park, i la segueixen Oldboy (2003) i Lady Vengeance (2005).